# Reszki (Ostróda)
Reszki, auch: Reszki (Osada), (deutsch Röschken) ist ein Dorf mit einer Siedlung in der polnischen Woiwodschaft Ermland-Masuren. Es gehört zur Gmina Ostróda (Landgemeinde Osterode in Ostpreußen) im Powiat Ostródzki (Kreis Osterode in Ostpreußen).

## Geographische Lage
Das Dorf Reszki liegt im Westen der Woiwodschaft Ermland-Masuren, zwölf Kilometer südwestlich der Kreisstadt Ostróda (deutsch Osterode in Ostpreußen). Die Siedlung liegt wenige hundert Meter weiter westlich des Dorfs.

## Geschichte

### Ortsgeschichte
Das Dorf Ryschaw, nach 1437 Rischka genannt, wurde 1347 gegründet. Die Landgemeinde Röschken wurde am 7. Mai 1874 Amtsdorf und damit namensgebend für einen Amtsbezirk im Kreis Osterode in Ostpreußen innerhalb der Regierungsbezirks Königsberg (ab 1905: Regierungsbezirk Allenstein) in der preußischen Provinz Ostpreußen. Mit seinen Ortsteilen Annenhorst (polnisch Gruda) und Julienhöh (Podlesie) zählte Röschken im Jahre 1910 insgesamt 604 Einwohner. Ihre Zahl verringerte sich bis 1933 auf 596 und belief sich 1939 auf 493.
Mit dem gesamten südlichen Ostpreußen wurde Röschken 1945 in Kriegsfolge an Polen überstellt. Das Dorf erhielt die polnische Namensform „Reszki“ und ist heute mit dem Sitz eines Schulzenamts (polnisch Sołectwo) eine Ortschaft innerhalb der Landgemeinde Ostróda (Osterode i. Ostpr.) im Powiat Ostródzki (Kreis Osterode in Ostpreußen), bis 1998 der Woiwodschaft Olsztyn, seither der Woiwodschaft Ermland-Masuren mit Sitz in Olsztyn (Allenstein) zugehörig. Zugeordnet ist der Ort Ciemniak (Dunkelwalde). Die Gesamteinwohnerzahl belief sich im Jahre 2011 auf 225.
Über Reszki (Osada) liegen keinerlei historische Berichte vor, auch nicht zu der Frage, ob die Siedlung vor 1945 eine deutsche Namensform hatte. Sie ist Teil des Dorfs Reszki.

### Amtsbezirk Röschken (1874–1945)
Der Amtsbezirk Röschken setzte sich in der Zeit seines Bestehens wie folgt zusammen:
| Deutscher Name                             | Polnischer Namen | Anmerkungen                                                                  |
| ------------------------------------------ | ---------------- | ---------------------------------------------------------------------------- |
| Görlitz, Forst nach 1898: Liebemühl, Forst | Gierłoż Miłomłyn | 1928: Zusammenschluss mit (Preußisch) Görlitz zur neuen Landgemeinde Görlitz |
| Preußisch Görlitz ab 1914: Görlitz         | Gierłoż          | 1928 (siehe oben): Zusammenschluss zur neuen Landgemeinde Görlitz            |
| Röschken                                   | Reszki           |                                                                              |

## Kirche

### Evangelisch
Bis 1945 war Röschken in die evangelische Kirche Leip (polnisch Lipowo) in der Kirchenprovinz Ostpreußen der Kirche der Altpreußischen Union eingegliedert. Heute gehört Reszki zur Kirchengemeinde in Ostróda innerhalb der Diözese Masuren der Evangelisch-Augsburgischen Kirche in Polen.

### Römisch-katholisch
Röschken gehörte römisch-katholischerseits vor 1945 zur Kirche in Marienfelde (polnisch Glaznoty). Heute ist das Dorf Reszki selber Sitz einer Pfarrei, die zum Dekanat Ostróda-Zachód (deutsch Osterode-West) im Erzbistum Ermland gehört.

## Verkehr
Das Dorf Reszki liegt an der Kreisstraße (polnisch Droga powiatowa, DP) 1233N, die von Wirwajdy (Warweiden) an der Landesstraße 16 (einstige deutsche Reichsstraße 127) bis nach Wygoda (Ruhwalde) an der Woiwodschaftsstraße 537 führt. Zur Siedlung Reszki führt ein Verbindungsweg.
Reszki verfügt über keine Bahnanbindung. Bis 1945 war Schmückwalde (polnisch Smykowo) die nächste Bahnstation an der – am östlichen Ortsrand von Röschken verlaufenden – Bahnstrecke (Osterode–) Bergfriede–Groß Tauersee (–Soldau), die in Kriegsfolge 1945 außer Betrieb ging.